# Перцух Юрій Володимирович
Юрій Володимирович Перцух (рос. Юрий Владимирович Перцух; нар. 13 травня 1996, Алмати, Казахстан) — казахський футболіст, півзахисник клубу «Астана», який в оренді виступає за «Атирау».

## Клубна кар'єра
Футбольну кар'єру розпочав у 2014 році в клубі ЦСКА (Алмати), кольори якого захищав до 2016 року. У 2014 році був орендований «Байтереком». По завершенні контракту з ЦСКА перейшов у «Кизилжар», а наступний сезон провів у «Акжайику». 24 листопада 2017 року «Астана» оголосила про перехід Перцуха. 28 липня 2018 року стало відомо, що «Атирау» орендував Юрія до завершення сезону 2018 року.

## Кар'єра в збірній
З 2018 року викликається до складу національної збірної Казахстану.

## Статистика виступів

### Клубна
Станом на 17 березня 2018
| Клуб              | Сезон             | Ліга                     | Ліга  | Ліга | Нац. кубок | Нац. кубок | Конт. кубок | Конт. кубок | Інші  | Інші | Загалом | Загалом |
| Клуб              | Сезон             | Дивізіон                 | Матчі | Голи | Матчі      | Голи       | Матчі       | Голи        | Матчі | Голи | Матчі   | Голи    |
| ----------------- | ----------------- | ------------------------ | ----- | ---- | ---------- | ---------- | ----------- | ----------- | ----- | ---- | ------- | ------- |
| «Акжайик»         | 2017              | Прем'єр-ліга (Казахстан) | 24    | 2    | 1          | 0          | -           | -           | 1     | 0    | 26      | 2       |
| «Астана»          | 2018              | Прем'єр-ліга (Казахстан) | 6     | 1    | 0          | 0          | 0           | 0           | 1     | 0    | 7       | 1       |
| Усього за кар'єру | Усього за кар'єру | Усього за кар'єру        | 30    | 3    | 1          | 0          | 0           | 0           | 2     | 0    | 33      | 3       |

### У збірній
| національна збірна Казахстану | національна збірна Казахстану | національна збірна Казахстану |
| Рік                           | Матчі                         | Голи                          |
| ----------------------------- | ----------------------------- | ----------------------------- |
| 2018                          | 2                             | 0                             |
| Загалом                       | 2                             | 0                             |

## Титули і досягнення
- Чемпіон Казахстану (1):

«Астана»: 2019
- Володар Суперкубка Казахстану (3):

«Астана»: 2018, 2019, 2020